# Mistyfikacja (powieść Harlana Cobena)
Mistyfikacja (ang. Play Dead) – powieść Harlana Cobena wydana w 1990 roku w USA. Jest to jego powieściowy debiut. W Polsce premiera powieści została zaplanowana na 22 września 2010 roku.

## Fabuła
Trzydziestoletnia Laura Ayars, była modelka, jest właścicielką domu mody Svengali. David Baskin to gwiazda sportu, koszykarz Boston Celtics, uważany powszechnie za najlepszego w lidze NBA. Łączy ich wielka miłość. Niestety, tuż po ślubie zawartym w Australii David Baskin tonie podczas kąpieli w oceanie, jednak przed śmiercią wydaje niezrozumiałe polecenie przetransferowania sumy pół miliona dolarów z USA do Szwajcarii. Niemal jednocześnie wśród zawodników Celtów pojawia się tajemniczy Mark Seidman który, choć fizycznie do niego niepodobny, zdumiewająco przypomina go stylem gry. Rodzinę Baskinów znaczą także inne tragiczne wydarzenia: ojciec Davida, Sinclair Baskin został zamordowany, tajemniczy zabójca morduje także jego brata oraz ciotkę Laury.